# Acanthophis pyrrhus
Acanthophis pyrrhus je ena najbolj strupenih kač na svetu, ki je razširjena po Avstraliji.

## Opis
Spada v rod Acanthophis, njeno telo pa je kratko in čokato ter rahlo sploščeno. Glava ima značilno diamantno obliko, rep pa je tanek in izjemno upogljiv. Odrasli primerki zrastejo v dolžino do 70 cm. Barva kače A. pyrrhus je odvisna od okolja v katerem živi, običajno pa se v naravi pojavljajo opečno rdečkasti ali rdečkasto rumeni osebki z bolj ali manj opaznimi rumenkastimi progami. Rep je temnejše barve, kača pa ga uporablja za privabljanje plena. Strupniki te vrste kač so daljši od strupnikov ostalih avstralskih strupenjač.
Vrsto je leta 1898 opisal George Albert Boulenger.
Ta vrsta se pari spomladi in v zgodnjem poletju. Samice skotijo do 13 živih mladičev pozno poleti ali zgodaj jeseni.

## Razširjenost
A. pyrrhus je razširjen od obal Zahodne Avstralije, preko osrednje Avstralije do Severnega teritorija. Na jugu sega njegov habitat do Kalgoorlie.
Vrsta živi na peščinah in kamnitih odročnih področjih osrednje in zahodne Avstralije. na jugozahodnem delu te kače najdemo tudi na zatravljenih območjih. V jutranjih urah te kače pogosto plezajo na grmovje in druge višje ležeče objekte, kjer se nastavljajo soncu.

## Obnašanje in strup
A. pyrrhus ni agresivna strupenjača, ki ugrizne le, kadar je neposredno ogrožena. Njen doseg je relativno majhen pri lovu pa se zanaša na izjemno močan in hitro delujoč strup, ki ga ta kača proizvaja v velikih količinah v strupnih žlezah. Osnovna prehrana te vrste kač so razni kuščarji in majhni sesalci, ki jih lovi iz zasede. Pri lovu si pomaga z upogljivim repom, ki ga kača premika ter spominja na črva ali gosenico.
Kljub temu, da je zabeleženih izjemno malo ugrizov te vrste kač v Avstraliji pa ta vrsta še vedno velja za izjemno nevarno. Njen strup je močan nevrotoksin s 50 % smrtnostjo.